# Rominter Heide

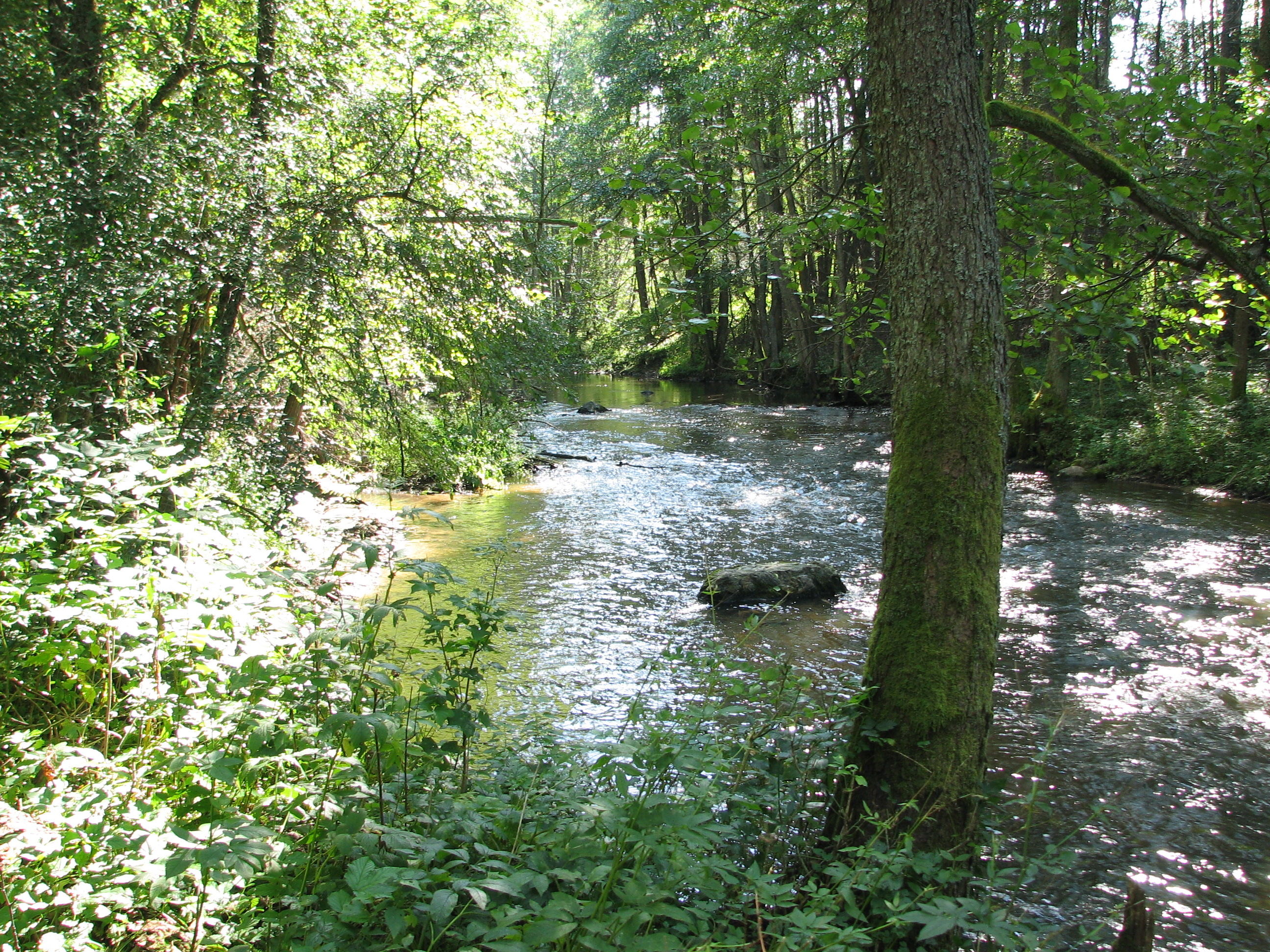
Rominte in der Nähe der Bahnbrücke über die Rominte der Linie Tollmingkehmen-Goldap (2010)

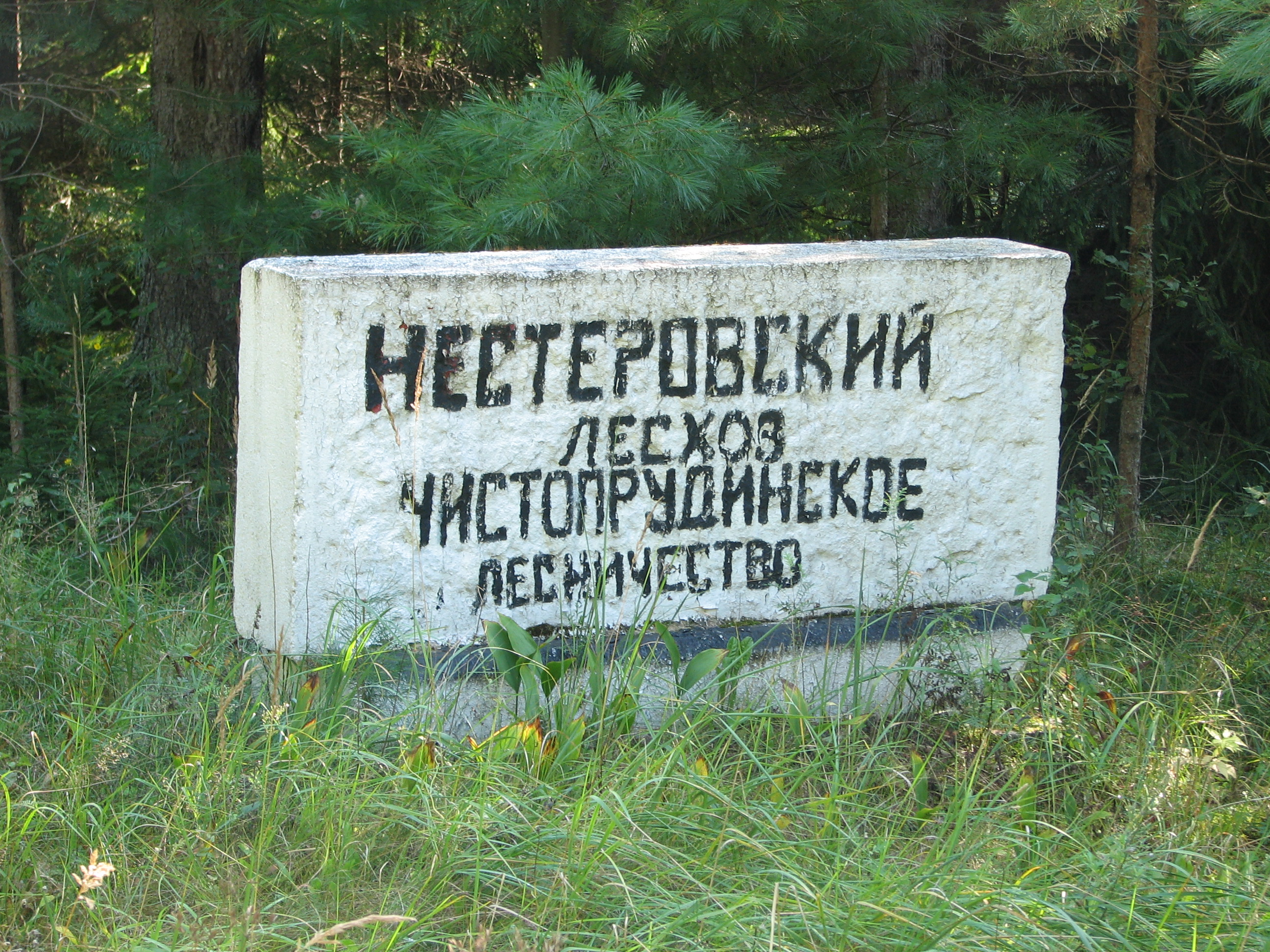
Anzeige Forstbezirksgrenze mitten im Waldgebiet Rominter Heide (2010)

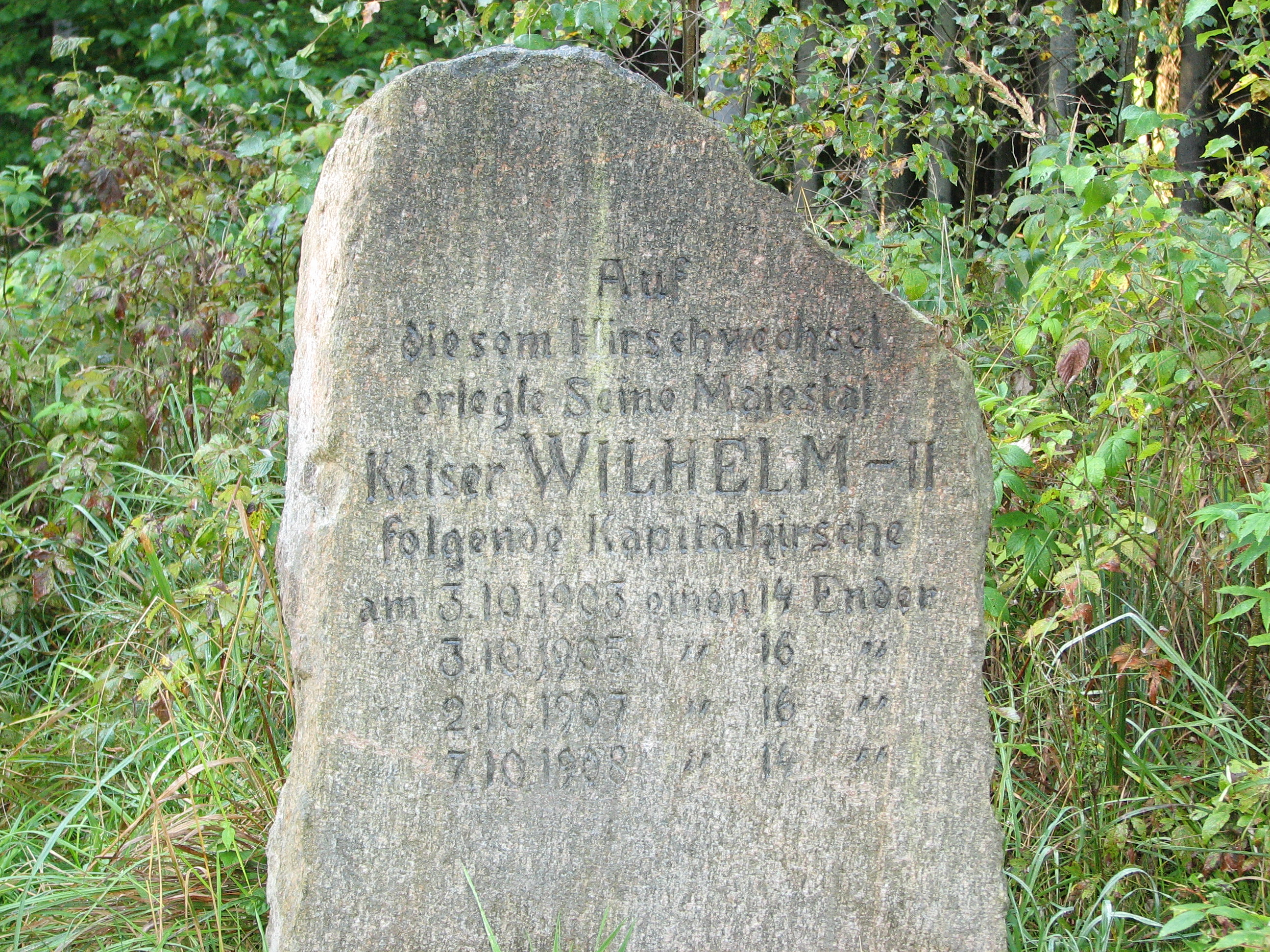
Gedenkstein an die kaiserlichen Jagden in der Rominter Heide nahe Warnen (September 2010)

Die Rominter Heide oder Romintensche Heide  (russisch Красный лес / Krasny les oder russisch Роминтенская пуща Romintenskaja puschtscha, polnisch Puszcza Romincka) ist ein 210 km² großes Hügel-, Wald- und Heidegebiet im Südosten der russischen Oblast Kaliningrad sowie in der nordöstlichen polnischen Woiwodschaft Ermland-Masuren. In der Geomorphologischen Einteilung Polens ist sie eine Mesoregion der Makroregion Litauische Seenplatte.

## Name

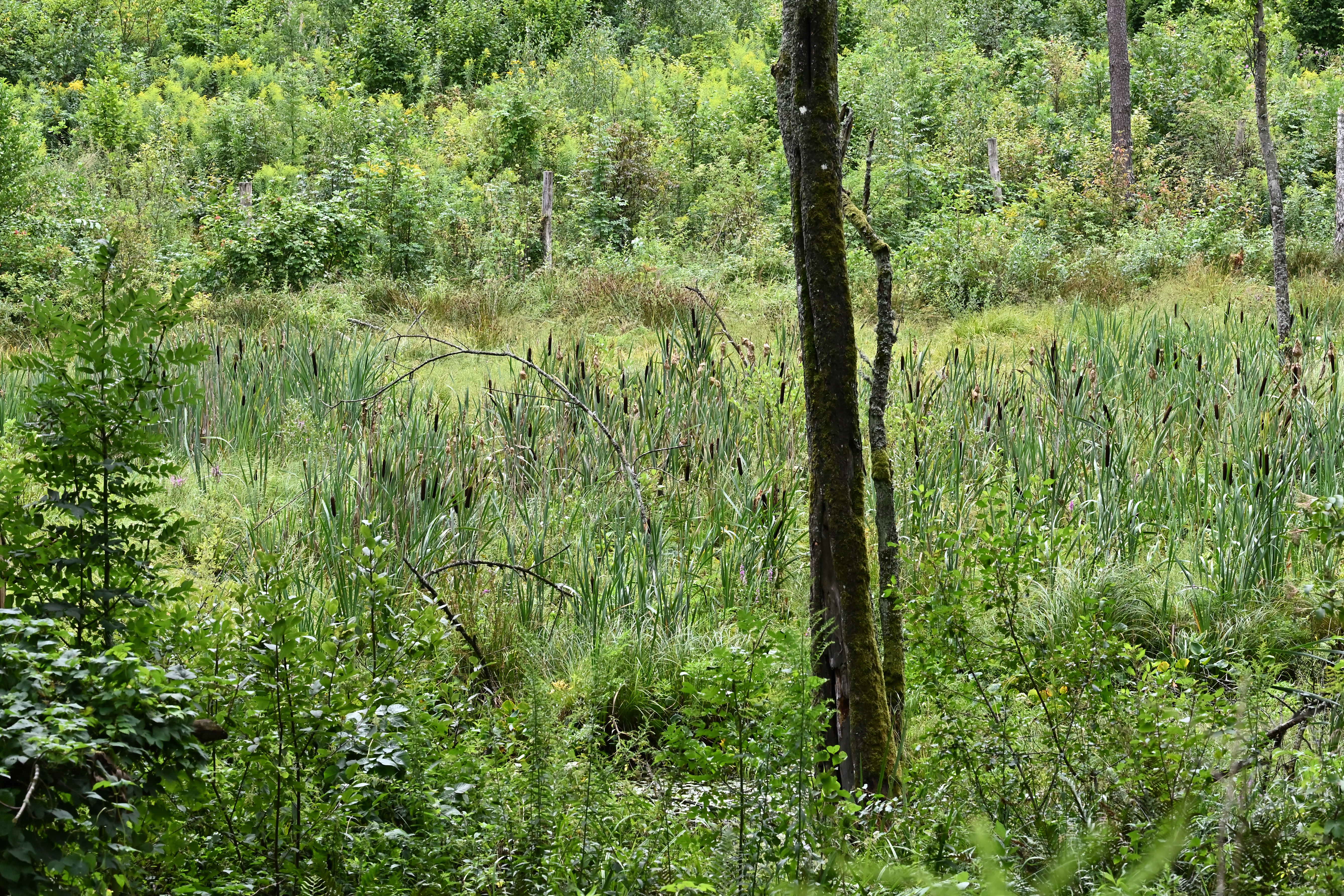
Moorlandschaft bei Jurkiszki

Die Rominter Heide ist nach dem Dorf Rominten benannt, das seinerseits nach dem Fluss Rominte benannt ist. Der deutsche Name und der polnische Name leiten sich wie auch die Flussbezeichnung Rominte und die Ortsbezeichnung Rominten von der pruzzischen (altpreußischen) Silbe „rom“ ab, die etwa „still, ruhig, heilig“ bedeutet. Dies wird mit heidnischem Kult in Verbindung gebracht. Die russische Bezeichnung Krasny Les bedeutet „roter Wald“.

## Geographie
Die Rominter Heide im Dreiländereck Polen-Litauen-Russland ist einer der großen unzerschnittenen Tieflandwälder Mitteleuropas. Die mehr als 25.000 ha umfassende Rominter Heide wird vom Fluss Rominte (russisch Krasnaja, polnisch Błędzianka, Rominta) durchflossen.
Am Westrand des russischen Teils des Gebietes befindet sich das Dorf Krasnolessje (früher (Groß-)Rominten, bzw. 1938 umbenannt in Hardteck), im Südteil, dicht an der polnischen Grenze, die Ortsstelle des ehemaligen Dorfes (Jagdhaus) Rominten (russisch: Радужное / Raduschnoje). Im polnischen Teil befinden sich der Ort Żytkiejmy (Szittkehmen, 1938 umbenannt in Wehrkirchen) und der Kurort Goldap. Im Süd-Westen grenzt der Goldaper See. Im Osten an der Grenze zu Litauen befindet sich der Wystiter See, westlich davon das Wystiter Hügelland.
Wenige Kilometer südlich der Rominter Heide verlaufen eng beieinander liegend die Hauptendmoränen des Frankfurter und des Pommerschen Stadiums der Weichselvereisung. Den überwiegenden Teil der Rominter Heide prägen flache bis wellige und kuppige Moränen der Weichseleiszeit. Aus der zentralen Heide erstreckt sich in südwestliche Richtung ein Sanderband, welches bis Gołdap reicht. Von West nach Ost durchziehen zwei Endmoränenstaffeln die Rominter Heide – im Südteil des Gebietes die Rosenthaler, in der zentralen Heide die Velgaster Staffel. Westlich des Wystiter Sees weist die geologische Karte eine größere glazigene Rinne auf, die die Rominter Heide von Südost nach Nordwest durchzieht. in der Rominter Heide dominieren Ablagerungen aus basenreichem Geschiebemergel, die von sandigen Arealen unterbrochen werden. Daneben gibt es verschieden kleinflächige Vermoorungen.

## Tierwelt

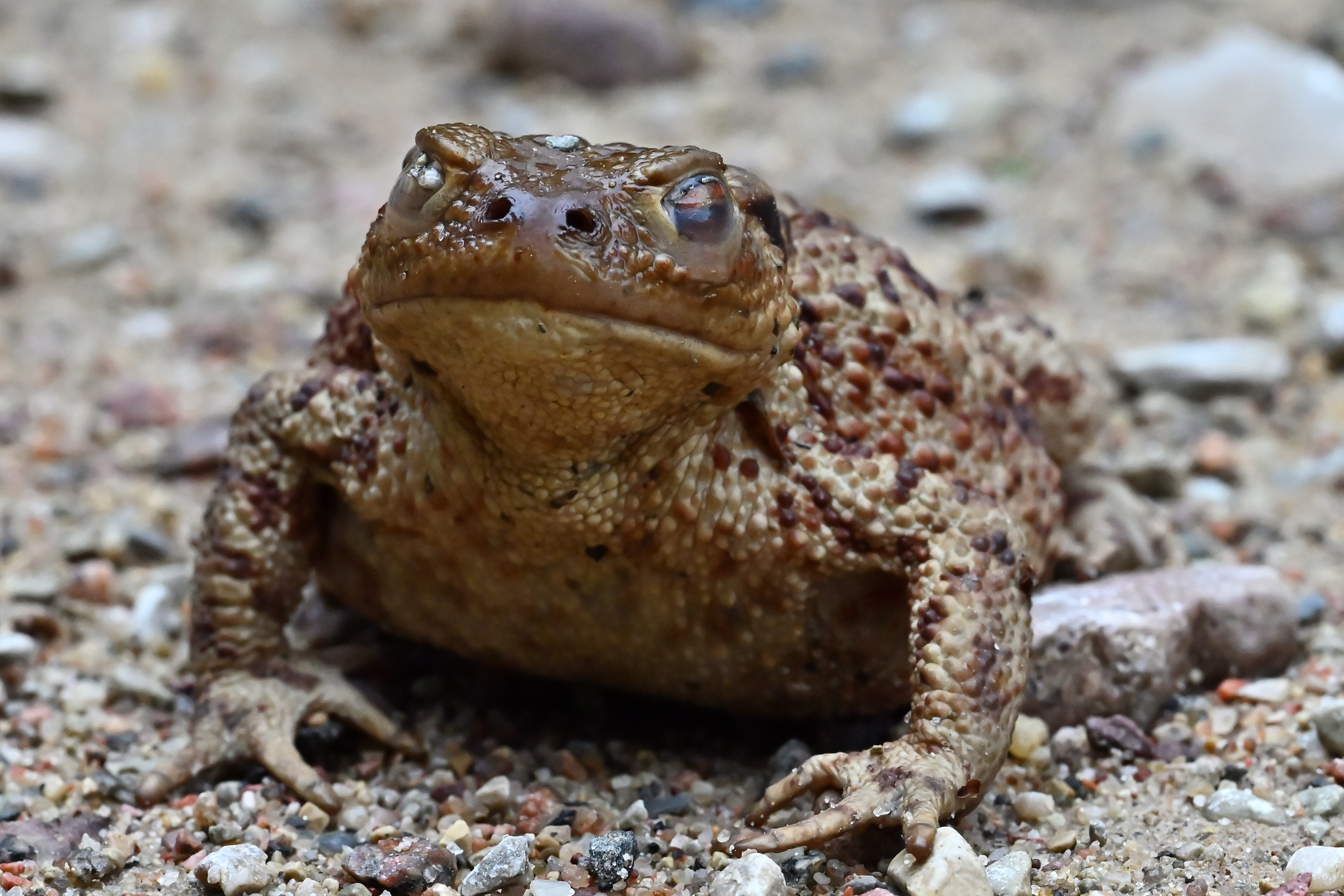
Erdkröte in der Rominter Heide

Für den  polnischen Teil der Rominter Heide gibt es konkrete Angaben zur vorhandenen Tierwelt, die vermutlich auch auf den russischen Teil zutreffen. Im polnischen Teil wurden insgesamt 829 Arten nachgewiesen, davon 193 mit Schutzstatus. 47 Säugetierarten wurden erfasst, darunter Elch, Rothirsch, Reh, Wildschwein, Marderhund, Wolf, Luchs und Fischotter. Zu den häufigsten Arten zählt der Biber. Die an Wasserflächen und Feuchtgebieten reiche Landschaft begünstigt das Vorkommen mehrerer Amphibienarten wie zum Beispiel Kammmolch, Knoblauchkröte, Rotbauchunke und Erdkröte. Unter den Wirbellosen sind Schwarzer Apollofalter, der Baumweißling und der Hirschkäfer besonders zu erwähnen. Die Vogelwelt umfasst 134 Arten, darunter Grauspecht, Weißrückenspecht, Schreiadler, Wespenbussard, Fischadler, Kranich und Schwarzstorch. Im russischen Teil wurden zudem Seeadler, Gänsesäger und Schellente nachgewiesen. Eine bemerkenswerte Artenvielfalt weist zudem der Wystiter See auf, unter anderem kommen 150 Molluskenarten und mehr als 20 höhere Tierarten vor.

## Jagd
Traditionell war die Rominter Heide ein beliebtes Jagdgebiet der preußischen Landesherren. Über die Jahrhunderte galt das waidmännische Interesse der brandenburgisch-preußischen Hohenzollern dem hier besonders kapitalen Rotwild, bis ins achtzehnte Jahrhundert jedoch auch den noch zahlreichen Braunbären. Nach Freigabe der Jagd infolge der Deutschen Revolution von 1848/49 hatte sich der Rotwildbestand unter der Hege von Prinz Friedrich Karl Nikolaus von Preußen in der zweiten Hälfte des 19. Jahrhunderts wieder deutlich erholt. Mitten in der Rominter Heide, bei dem 1897 in „Kaiserlich Rominten“ umbenannten Dorf Theerbude, stand das von Kaiser Wilhelm II. im norwegischen Stil errichtete Jagdschloss Rominten mit benachbarter Kapelle. Die war Hubertus von Lüttich, Nothelfer und Schutzheiligem der Jagd, geweiht. Im Gegensatz zur Gemeinde (Groß-) Rominten am Westrand der Heide war Kaiserlich Rominten im Jahr 1911 lediglich ein Forstbezirk mit 390 Einwohnern.
Nach Abdankung des Kaisers wurde aus „Kaiserlich Rominten“ die Ortschaft „Jagdhaus Rominten“, in der auch die Oberförsterei Rominten gelegen war. Die übrigen drei für die Rominter Heide zuständigen preußischen Oberförstereien lagen nordwestlich in Warnen (russisch: Озерки / Oserki), nordöstlich in Nassawen (russisch: Лесистое / Lessistoje) und östlich in Szittkehmen (polnisch: Żytkiejmy). Nachdem aus dem kaiserlichen Hofjagdrevier in der Weimarer Republik ein preußisches Staatsjagdrevier geworden war, kam Ministerpräsident Otto Braun häufig zur Jagd.
Am 16. August 1919 wurde der in Jörkischken (Jurkiszki) ansässige Hilfsförster Oskar Kahnert von Wilderern erschossen. 1920 wurden die der Tat überführten Brüder Wiechert verurteilt. Der den Schuss abgebende Otto Wiechert erhielt eine langjährige Zuchthausstrafe. Zur Erinnerung an das Ereignis wurde in der Rominter Heide ein Gedenkstein gesetzt.
Zur Zeit des Nationalsozialismus wurde die Rominter Heide von „Reichsjägermeister“ Hermann Göring in Beschlag genommen. Er ließ sich knapp zwei Kilometer nördlich des alten kaiserlichen Jagdschlosses als eigenes Domizil am Steilhang über der Rominte den „Reichsjägerhof Rominten“ erbauen. Auf den Internationalen Jagdausstellungen in Berlin 1937 und Düsseldorf 1954 fanden eigene Sonderschauen zur Rominter Heide statt, die jeweils von Walter Frevert (1897–1962), letztem Oberforstmeister der Rominter Heide, gestaltet wurden. Der Schwerpunkt beider Schauen lag auf Hege und Jagd des Rotwildes bzw. der Präsentation kapitaler Hirschgeweihe.
Dem Jagdgebiet Rominter Heide widmet das Ostpreußische Landesmuseum in Lüneburg einen Teil seiner Sammlungen. Dort und im Deutschen Jagd- und Fischereimuseum in München hängen einige der kapitalen Romintener Hirschgeweihe. Künstlerische Darstellungen des Rotwildes aus Rominten stammen von den Jagdmalern Richard Friese (1854–1918) und Gerhard Löbenberg (1891–1967).

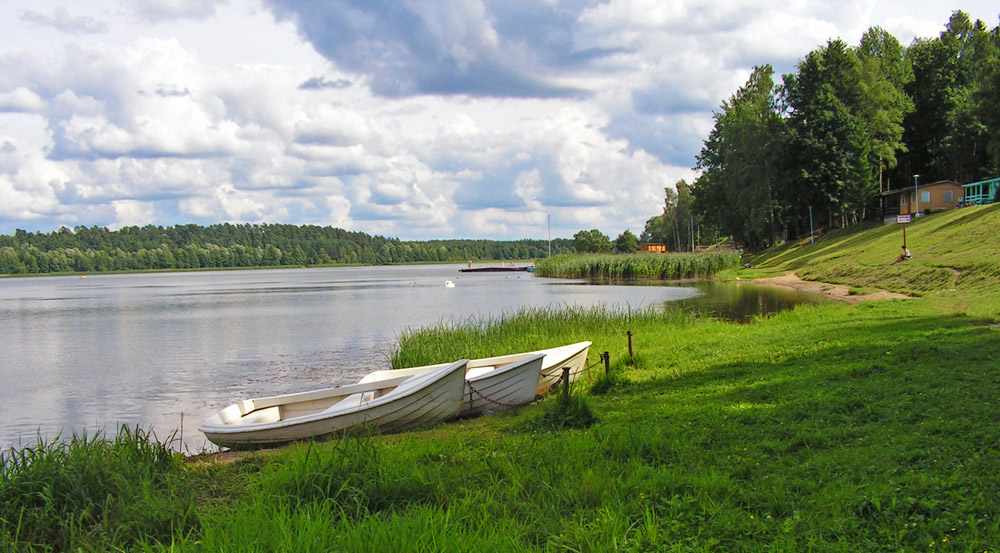
Goldaper See am Rande der Rominter Heide

Heute gewinnt der Jagdtourismus in der zu 2/3 auf russischer und zu 1/3 auf polnischer Seite gelegenen Region wieder an Bedeutung.